# Liste der Naturdenkmale in Groitzsch

Wappen von Groitzsch

Lage von Groitzsch

In der Liste der Naturdenkmale in Groitzsch werden die Einzel-Naturdenkmale, Geotope und Flächennaturdenkmale im Stadtgebiet Groitzsch im Landkreis Leipzig und ihren 29 Ortsteilen aufgeführt.
Bisher sind laut der angegebenen Quellen 1 Einzel-Naturdenkmal, 0 Geotope und 5 Flächennaturdenkmale bekannt und hier aufgelistet.
Die Angaben der Liste basieren auf Daten der Bekanntmachungs-Seite des Landkreises und den Daten auf dem Geoportal des Landkreises Leipzig.

## Definition
„Gesetz über Naturschutz und Landschaftspflege (BNatSchG), § 28 Naturdenkmäler:
 Naturdenkmäler sind rechtsverbindlich festgesetzte Einzelschöpfungen der Natur oder entsprechende Flächen bis zu fünf Hektar, deren besonderer Schutz erforderlich ist
1. aus wissenschaftlichen, naturgeschichtlichen oder landeskundlichen Gründen oder
2. wegen ihrer Seltenheit, Eigenart oder Schönheit.“

„SächsNatSchG, § 18 Naturdenkmäler (zu § 28 BNatSchG):
1. Die Erklärung nach § 22 Abs. 1 BNatSchG von Teilen von Natur und Landschaft als Naturdenkmal erfolgt durch Rechtsverordnung oder Einzelanordnung.
2. Über § 28 Abs. 1 BNatSchG hinaus können Naturdenkmäler zur Sicherung von Lebensgemeinschaften oder Lebensstätten von im Bestand gefährdeten oder streng geschützten Arten festgesetzt werden.“

## Legende
- Bild: zeigt ein vorhandenes Foto des Naturdenkmals.
- ND/GEO/FND-Nr: zeigt die jeweilige Nr. des Objekts – ND (Einzel-)Naturdenkmal, GEO Geotope oder FND (Flächen-Naturdenkmal)
- Beschreibung: beschreibt das Objekt näher
- Koordinaten: zeigt die Lage auf der Karte
- Quelle: Link zur Referenzquelle

## (Einzel-)Naturdenkmale (ND)
| Bild           | ND-Nr. | Ortsteil       | Alter | Beschreibung                                                                             | Koordinaten                                      | Quellen                       |
| -------------- | ------ | -------------- | ----- | ---------------------------------------------------------------------------------------- | ------------------------------------------------ | ----------------------------- |
| Weitere Bilder | ND 74  | Kleinprießligk | unb.  | Stieleiche (Quercus robur) gegenüber Milchviehanlage neben der Bushaltestelle an der S65 | 51° 6′ 53″ N, 12° 14′ 38″ O (Flurstück-Nr. 27/1) | SG Naturschutz: VO 2020-07-15 |

## Flächennaturdenkmale
| Bild           | FND-Nr.   | Name                                    | Beschreibung | Verordnet  | Fläche    | Koordinaten                 | Quellen                       |
| -------------- | --------- | --------------------------------------- | --- | ---------- | --------- | --------------------------- | ----------------------------- |
| Bild gesucht   | l_la: 103 | Steinkauzbrutplatz Audigast             | im ehemaligen Schlosspark Audigast nördlich neben der B 2 | 05.07.1978 | 4.066 m²  | 51° 10′ 22″ N, 12° 17′ 4″ O | Beschluss RdK Borna 3.2/13/78 |
| Weitere Bilder | l_la: 104 | Sebastiangarten und Träubelwiese        | Auenwiesengebiet im Landschaftsschutzgebiet Elsteraue am Flusstal der Schwennigke im NSG Pfarrholz Groitzsch südlich der Ortslage Groitzsch                         | 01.12.1976 | 29.165 m² | 51° 8′ 51″ N, 12° 16′ 6″ O  | Beschluss RdK Borna 87/28/76  |
| Bild gesucht   | l_la: 105 | Altelsterarm Kobschütz                  | Auenwiese und Gehölzstreifen am Alten Arm der Weißen Elster neben Mündung der Schnauder westlich von Kobschütz                                                      | 26.04.1987 | 59.579 m² | 51° 10′ 48″ N, 12° 17′ 9″ O | Beschluss RdK Borna 342/91/87 |
| Bild gesucht   | l_la: 106 | Gehölzstreifen Saasdorf                 | Altbaumbestände östlich Ortslage (Zugang neben Saasdorf Nr. 10) | 26.04.1987 | 11.226 m² | 51° 7′ 56″ N, 12° 15′ 51″ O | Beschluss RdK Borna 345/91/87 |
| Bild gesucht   | l_la: 107 | Feldgehölz Schieckelt Schnaudertrebnitz | Wiesenwald neben Flusslauf Schnauder nordöstlich Ortslage Groitzsch, Zugang neben ehemaliger Bahnstrecke (Startpunkt Radweg Groitzsch-Zwenkau in Schnaudertrebnitz) | 26.04.1987 | 38.435 m² | 51° 9′ 38″ N, 12° 17′ 33″ O | Beschluss RdK Borna 341/91/87 |